# Медвежья (река, впадает в Берингово море)
Медве́жья — река на полуострове Камчатка в России.
Длина реки — 42 км. Протекает по территории Усть-Камчатского района Камчатского края. Впадает в залив Озерной Берингова моря.

## Данные водного реестра
По данным государственного водного реестра России относится к Анадыро-Колымскому бассейновому округу.
Код объекта в государственном водном реестре — 19060000312120000012042.